# Empidornis
Genre
Empidornis est un genre monotypique de passereaux de la famille des Muscicapidae. Il se trouve à l'état naturel dans l'Est de l'Afrique.

## Liste des espèces
Selon la classification de référence du Congrès ornithologique international (version 8.1, 2018) :
- Empidornis semipartitus (Rüppell, 1840) — Gobemouche argenté, Gobemouche bicolore